# برندا واکارو
برندا واکارو (انگلیسی: Brenda Vaccaro؛ زادهٔ ۱۸ نوامبر ۱۹۳۹) هنرپیشه اهل ایالات متحده آمریکا است. وی از سال ۱۹۶۱ میلادی تاکنون مشغول فعالیت بوده‌است.
از فیلم‌هایی که وی در آن نقش داشته‌است، می‌توان به کابوی نیمه‌شب، تار شارلوت ۲: حادثه‌ای بزرگ ویبلر، سوپرگرل، کاپریکورن یک، سامرتری و اولین گناه کبیره اشاره کرد.